# 龙华镇 (仙游县)
龙华镇是中国福建省莆田市仙游县下辖的一个镇。

## 行政区划
龙华镇下辖以下地区：
建华村、东方村、龙西林村、灯塔村、爱和村、团结村、新峰村、貂峰村、红星村、红旗村、林内村、金溪村、金建村、金沙村、金山村和东岐村。